# Prosena dimidiata
Prosena dimidiata là một loài ruồi trong họ Tachinidae.